# 歐洲蜘蛛蟹
歐洲蜘蛛蟹（學名：Maja squinado），又稱合團蜘蛛蟹，是蜘蛛蟹屬下的一種螃蟹，分佈于大西洋東北部和地中海海域。甲殼直徑85至200（3.3至7.9英寸）。

## 行為
歐洲蜘蛛蟹是一種雜食動物，冬天以海草和軟體動物為食，夏天則以海膽、海參等棘皮動物爲食。
它在秋季遷徙，一些歐洲蜘蛛蟹在八個月中可以移動100英里（160）。因蛻殼期間容易被捕食，所以歐洲蜘蛛蟹一般在蛻殼期間群居以抵禦捕食者。雌蟹每年可產四次卵。

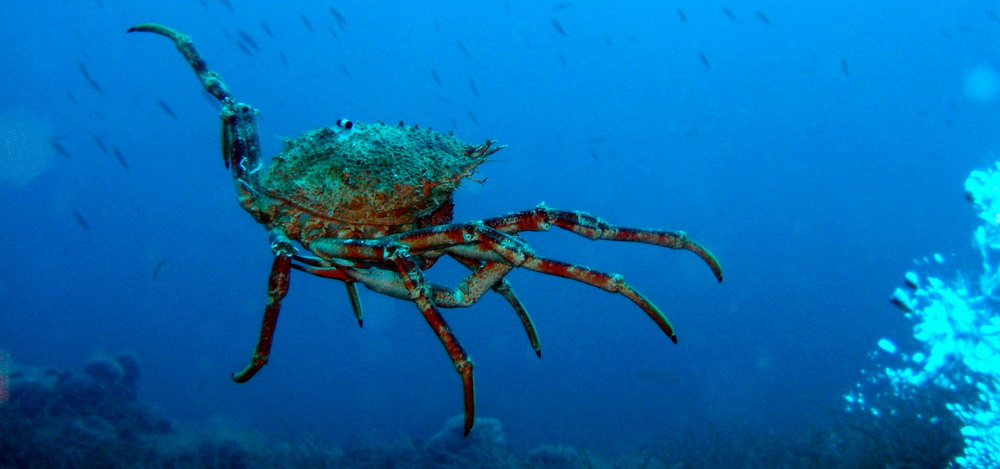
巴利阿里群岛附近海域正在游泳的歐洲蜘蛛蟹

## 捕撈
世界70%的歐洲蜘蛛蟹都捕撈于法國沿海，逾10%捕撈于英國沿海，6%捕撈于海峽群島，3%捕撈于西班牙和愛爾蘭，2%捕撈于克羅地亞。歐盟規定捕撈的歐洲蜘蛛蟹不得小於120（4.7英寸）。而個別國家可能還有各自的保護法規，如西班牙禁止捕撈抱卵的雌蟹，法國和海峽群島有禁捕期。